# Treglwang
Treglwang è una frazione di 366 abitanti del comune austriaco di Gaishorn am See, nel distretto di Liezen (Stiria). Già comune autonomo, il 1º gennaio 2015 è stato aggregato a Gaishorn am See.